# 高等Rapper 4
《高等Rapper 4》(韓語：고등래퍼 4)是韓國Mnet的高中生Rapper選秀節目，為高等Rapper系列的第四季。於2021年2月19日播出第一集。優勝者將獲得獎學金一千萬韓元及發售音源的機會。

## 主持
- Nucksal

## 導師
- The Quiett、yumdda
- 朴載範、pH-1、Woogie
- CHANGMO、Way Ched（朝鲜语：Way Ched）
- Simon Dominic、Loco